# Донецький державний університет управління
Донецький державний університет управління (ДонДУУ)  — державний вищий навчальний заклад з підготовки управлінських кадрів, економістів, фінансистів, соціологів, фахівців у галузі права, менеджменту, маркетингу, орієнтованих на діяльність в умовах ринкової економіки України.

## Історія університету
Університет створено 1992 року на базі Інституту підвищення кваліфікації керівних працівників і фахівців Держвуглепрому СРСР (розпорядженням Кабміну № 1007-р від 26 листопада 1993 року) як Донецька державна академія управління (ДонДАУ), а з 4 березня 2004 року розпорядженням кабміну № 124-р від 4 березня 2004 року на базі академії створено Донецький університет управління.
Ініціаторами створення ДонДАУ виступили: Донецька обласна рада народних депутатів, Донецька обласна державна адміністрація, Донецька міська рада, Інститут економіки промисловості НАН України, Державний комітет вугільної промисловості України, керівництво обласних професійних союзів, цілого ряду підприємств і організацій різних форм власності.
Факт створення нового вишу став відповіддю на найгострішу і насущну потребу молодої суверенної України в новій формації висококваліфікованих фахівців для забезпечення переходу на рейки ринкового функціонування національної економіки.
На переконання засновників вишу, головна мета колективу: це підготовка і перепідготовка управлінських і економічних кадрів, здатних ефективно працювати в умовах ринкової економіки. Її досягнення визначалося на основі органічної єдності освітньої, професійної і наукової діяльності, розвитку міжнародних зв'язків, використання найкращого вітчизняного і зарубіжного досвіду.
Структура університету: 8 факультетів, 23 кафедри, 3 коледжі, 1 навчально-науковий центр. За ініціативою облдержадміністрації в ДонДУУ працюють обласний центр перепідготовки керівних кадрів і обласний консалтинговий центр. В рамках угоди між Львівською і Донецькою обласними держадміністраціями про розвиток культурних і наукових зв'язків між Сходом і Заходом країни, при університеті рішенням Кабінету Міністрів України створений Західноукраїнський інститут інформаційних технологій і управління (Львів).
Сьогодні університет має у своєму розпорядженні сучасну навчально-матеріальну базу, яка в 3 рази перевищує площі, що були в 1992 році. Розташовані у семи навчальних корпусах (загальною площею 16, 9 тис.кв.м.) аудиторії обладнані сучасними технічними засобами навчання. Комп'ютерні класи і бібліотека мають вихід в Інтернет, створена лабораторія обчислювальної техніки, лінгафонний кабінет, мінідрукарня, спеціалізована бібліотека з філіалами в навчальних корпусах і у всіх гуртожитках. Для іногородніх студентів є 6 гуртожитків. Також у розпорядження студентів 6 спортивних залів, 4 тренажерних зали та 3 спортмайданчики.
Парк комп'ютерів налічує 431 ЕОМ, з них 375 безпосередньо задіюються в навчальному процесі. Функціонує локальна комп'ютерна мережа, є вихід в національну науково — дослідницьку комп'ютерну мережу «URAN».
Бібліотечна фундація становить майже 150 тисяч томів навчальної, методичної і наукової літератури. Вітчизняні і зарубіжні періодичні видання (журнали і газети) представлені 110 найменуваннями. Порівняно з 1992 роком фундація бібліотеки зросла в 5 разів. Особлива увага приділяється поповненню бібліотеки сучасною літературою (вітчизняною і зарубіжною) в галузі управління, економіки, маркетингу, фінансів і господарського права. Більше 40 % надходжень новинок в бібліотеку складають публікації наукового і навчально-методичного характеру, підготовлені викладацьким складом університету.
В 5 гуртожитках проживають 1170 студентів, аспірантів і слухачів. У всіх гуртожитках обладнані кімнати для занять і відпочинку, є тренажерні зали, здоровпункт і стоматологічний кабінет. Кількість місць для мешкання студентів, в порівнянні з першими роками існування вишу, збільшилася більш ніж в 2 рази. Рішенням облдержадміністрації, міськради і обкому профспілки працівників освіти і науки гуртожитки ДонДУУ протягом ряду років визнаються найкращими серед всіх студентських гуртожитків Донецької області.
На базі вишу працює навчально-науково-виробничий комплекс «Донбас-менеджмент». До його складу увійшли науково-дослідні інститути, вищі навчальні заклади I і II рівнів акредитації, загальноосвітні школи, підприємства, установи і організації. Навчально-науково-виробничий комплекс «Донбас-менеджмент» є добровільним об'єднанням державних вищих навчальних закладів, недержавних навчально-виховних установ, організацій і підприємств для спільної діяльності з метою створення умов вдосконалення процесу підготовки фахівців нової формації для народного господарства Донбасу.
Задачами комплексу «Донбас — менеджмент» є: підготовка фахівців за скрізними навчальними програмами і планами, ефективне використання науково-педагогічного потенціалу, навчально-лабораторної і виробничої баз регіону, соціальної інфраструктури, організації підвищення кваліфікації керівних кадрів підприємств, проведення науково-дослідницьких робіт, апробації і використання результатів досліджень, підготовки власних наукових кадрів.
Відповідно до розпорядження Кабінету Міністрів України від 24.01.2001 року № 13-р «Про заходи по сприянню підприємствам в організації професійного навчання кадрів на виробництві» Донецькою обласною державною адміністрацією спільно з Донецьким державним університетом управління створена «Школа підготовки резерву директорів шахт», яка працює вже більше трьох років.

## Кадри університету
Станом на 2021 рік навчальний процес забезпечували 340 викладачів. Серед них — 51 доктор наук, професор, 5 академіків НАН України, 1 член-кореспондент Академії педагогічних наук, 2 академіки Академії правових наук України, 54 академіки галузевих Академій наук України, 160 кандидатів наук, доцентів. 15 викладачів мають почесне звання заслуженого працівника (освіти, науки і техніки, культури, охорони здоров'я і спорту), 52 є нагородженими нагрудним знаком «Відмінник освіти», 3 особи мають звання «Почесний громадянин міста Донецька» (у тому числі батько діючого ректора, що передав свою посаду ректора своєму синові без процедури виборів, тим самим порушивши діюче в Україні законодавство, а з моральної точки зору створивши конфлікт інтересів). 4 є лауреатами державних премій в галузі науки і техніки.
В активі викладачів 2 патенти, 434 авторські свідоцтва і патент на винахід.
В навчальному процесі університету брали участь професори із США, Німеччини, Польщі, Росії. З лекціями виступали і проводили семінари: професор Російської Академії державної служби при Президенті Російської Федерації доктор історичних наук Пономаренко Б. Т.; ректор університету в місті Тюбінген (Німеччина) доктор Ганс Ферінгер; професор Пітсбургського університету (США) Стін Кабала; професор Луїзіанського коледжу (США) Барні Т. Раффилд III; волонтер Корпусу Миру США професор Бриджіт Мак Кормак; директор Інституту міжнародної економіки і міжнародних відносин НАН України академік НАН України Пахомов Ю. Н.; проректор Академії менеджменту і ринку (м. Москва) доктор філософії, професор Ващенко В. П.; ректор Київського національного торговельно-економічного університету, доктор економічних наук, професор Анатолій Мазаракі та інші.
Основною формою підготовки науково-педагогічних кадрів є аспірантура і докторантура. Станом на 2021 рік навчались 190 осіб. Створена Спеціалізована рада із захисту кандидатських і докторських дисертацій на здобуття вчених ступенів по державному управлінню.
В університеті докторські дисертації захистили 24 особи, кандидатські — 115. Вчене звання професора надано — 37 особам, а доцента — 97.
274 викладачів і студентів пройшли стажування за кордоном, брали участь у роботі міжнародних конференцій, реалізації сумісних проектів. Серед них проект за програмою «ТЕМПУС». Він реалізується спільно із Штутгартськім університетом (Німеччина), Каталонським університетом (Барселона, Іспанія), Сандерлендськім університетом (Велика Британія), Інститутом телекомунікацій (Еврі, Франція) і Академією бізнесу (Легніца, Польща). У 2003 — 2004 роках з метою вивчення досвіду роботи в цих університетах побували 7 делегацій ДонДУУ (8 професорів і 5 доцентів). Одночасно з цим наші викладачі були запрошені за рядом університетів. Так, професор Шайхет Л. Ю. запрошувався для читання спецкурсу «Математичне моделювання біологічних процесів» в інституті біомеханіки Урбіно (Італія), професор Бурега В. В. прочитав в Силезськом університеті (Чехія) спецкурс «Соціальна адекватність механізмів державного управління», а професор Каїра З. С. з успіхом прочитала лекцію Fred Springer «Globalisation and Economic Integration: Ukraine' Challenges and Choices» для студентів університету Lebanon Valley College, Пенсильванія, США. Істотною підмогою в роботі по вивченню досвіду організації і змісту навчання фахівців за рубежем для викладацького складу стала участь в грантових програмах. 5 викладачів стали переможцями конкурсів міжнародних програм і фундацій, таких як «Зв'язки громад» (США), програма імені «Фулбрайта» (США), IREX (США), ДААД (Німеччина). Викладачі університету брали участь в реалізації проектів TACIS, CEUME, створенні освітніх центрів, таких як Фундація «Україна — США», Вища школа бізнесу м. Компьєн (Франція). ДонДУУ є постійним членом Європейської асоціації міжнародної освіти.
Так, професор, д.е.н. Каїра З. С., представляючи ДонДУУ, активно співпрацює з Фундацією Американської Асоціації маркетингу. Ставши переможцем одного з конкурсів для викладачів країн Східної Європи, вона отримала грант на стажування у Вищій школі економіки у Варшаві. Доцент кафедри адміністративного менеджменту Маляренко Т. А. протягом двох останніх літ є активним учасником програми «Лідери майбутнього у МВА», яка, привертаючи молодих вчених, організовує проведення літніх шкіл, де готуються майбутні лідери МВА. Плідними стали прямі контакти кафедри екологічного менеджменту ДонДУУ (зав. кафедрою к.е.н., доц. Шапоренко О. І.) і Центру досліджень навколишнього середовища Пітсбургського університету (США), в рамках якого стали можливими два наукових стажування співробітників кафедри і участь в роботі п'яти літніх шкіл і шістьох міжнародних конференцій і семінарів.

## Студентство
Університет пропонує різноманітні форми навчання: очну, дистанційну, заочну, скорочену тощо. На денній і заочній формах навчаються понад 10 тисяч студентів, слухачів і аспірантів. На бюджетній формі навчання навчається 52,7 % студентів, а 47,3 % на контрактній (за рахунок юридичних і фізичних осіб). Ліцензований Міністерством освіти і науки обсяг прийому студентів (тільки на стаціонарі) становить 1400 осіб.
Університет здійснює підготовку менеджерів, економістів і правознавців по освітньо-кваліфікаційних рівнях «бакалавр», «фахівець», «магістр», у тому числі, іноземних громадян. Студенти навчаються по 4 напрямам професійної підготовки, що включають 15 спеціальностей і 6 спеціалізацій.
За 13 років існування університет закінчили понад 7,5 тисяч осіб, які працюють в управлінських структурах Донецької області, адміністраціях міст, районів, керівниками фірм, банків, податкових інспекцій, контрольно-ревізійних управлінь. Випускники ДонДУУ працюють в Адміністрації Президента України, Кабінеті Міністрів України, є депутатами Верховної Ради. Так, 33 наших випускника працюють на посадах перших керівників органів державної влади і їх заступників, ще 36 очолюють різні структури органів державної влади і місцевого самоврядування. 11,2 % працюють на посадах перших керівників підприємств і організацій всіх форм власності, очолюють структурні підрозділи — 12,4 %. Всього за фахом працюють 87,5 % вихованців, що були, університету. Щорічно 5-7 % випускників, які проявили здібності до наукової роботи, рекомендуються для навчання в аспірантурі. Показник працевлаштованості випускників 2004 року — 94 % може бути визнаний достатньо високим, оскільки до їх числа не входять близько 3 % випускниць, що знаходяться в декретних відпустках і 1,8 % випускників, що виїхали на роботу в країни далекого зарубіжжя і СНД.

## Інститути та факультети
- 3 факульта:
  - менеджменту,
  - економіки,
  - права і соціального управління.

- Центр післядипломної освіти
- Центр по роботі з іноземними студентами
- Центр довузівської підготовки

## Ректори
- Поважний Станіслав Федорович: 1992—2007
- Поважний Олександр Станіславович: 2007—2014
- Марова Світлана Феліксівна: 2014—2021

- Токарева Валентина Іванівна (в.о.): 2021

## Нагороди та репутація
За результатами рейтингу найкращих ВНЗ України, який складено Міністерством освіти і науки, молоді та спорту України, ДонДУУ у 2012 році посів 3 місце серед груп навчальних закладів «Економіка, фінанси, управління, підприємництво».